# 1993 XT2
1993 XT2 är en asteroid i huvudbältet som upptäcktes den 14 december 1993 av Palomar Planet-Crossing Asteroid Survey (PCAS) vid Palomar-observatoriet.
Asteroiden har en diameter på ungefär 18 kilometer.